# Arita (Saga)
Arita (有田町, Arita-chō) es un pueblo ubicado en el distrito de Nishimatsuura, en la prefectura de Saga, Japón.  Al 31 de mayo de 2024, el pueblo tenía una población estimada de 18.634 habitantes en 7867 hogares y una densidad de población de 280 personas por km². La superficie total del pueblo es de 51,92 km2. Es conocido por producir la porcelana Arita, una de las artesanías tradicionales de Japón. También alberga la feria de cerámica más grande del oeste de Japón, la Feria de Cerámica de Arita. Este evento se lleva a cabo del 29 de abril al 5 de mayo (Semana Dorada) cada año y cuenta con miles de tiendas y puestos a lo largo de la calle principal de seis kilómetros de largo.

## Ubicación
Arita se ubica en la parte occidental de la prefectura de Saga, limitando con la prefectura de Nagasaki desde el suroeste hasta el oeste. Aproximadamente el 70% del pueblo está formada por bosques y montañas.

### Municipios limítrofes
Prefectura de Saga
- Imari
- Takeo

Prefectura de Nagasaki
- Sasebo
- Hasami

## Clima
Arita tiene un clima subtropical húmedo, caracterizado por veranos cálidos e inviernos fríos con nevadas ligeras o nulas. La temperatura media anual en Arita es de 15,9 °C. La precipitación media anual es de 1801 mm, siendo septiembre el mes más lluvioso. Las temperaturas más altas en promedio se dan en agosto, alrededor de 26,6 °C, y las más bajas en enero, alrededor de 5,7 °C.

## Demografía
Según los datos del censo japonés, la población de Arita es la que se muestra a continuación.

## Historia
El área de Arita era parte de la antigua provincia de Hizen. Durante el Período Edo, era principalmente parte de las propiedades del Dominio de Saga. Arita fue uno de los primeros sitios en Japón en producir porcelana, específicamente la porcelana Arita. El descubrimiento de la piedra de porcelana se atribuye a un alfarero coreano llamado Kanagae Sambe (Yi Sam-pyeong), quien descubrió una fuente de caolín debajo de la montaña Izumiyama en Arita y comenzó a cocer la primera porcelana del país.
Tras la restauración Meiji, la aldea de Sarayama pasa a llamarse y reclasificarse como el pueblo de Arita. Además, las aldeas de Shin, Magarikawa y Ōyama se establecieron dentro del distrito de Nishimatsuura, con la creación del sistema de municipios moderno el 1 de abril de 1889. El 13 de noviembre de 1896, la aldea de Shin pasó a llamarse Arita, que fue elevada a la categoría de pueblo el 1 de enero de 1947 y renombrado Higashi-Arita y que se fusionó con Arita el 1 de abril de 1954. Magarikawa y Ōyama se fusionan para formar la aldea de Nishi-Arita el 1 de abril de 1955. Nishi-Arita fue elevada a la categoría de ciudad el 1 de abril de 1965, y se fusionó con Arita el 1 de marzo de 2006.

## Transporte

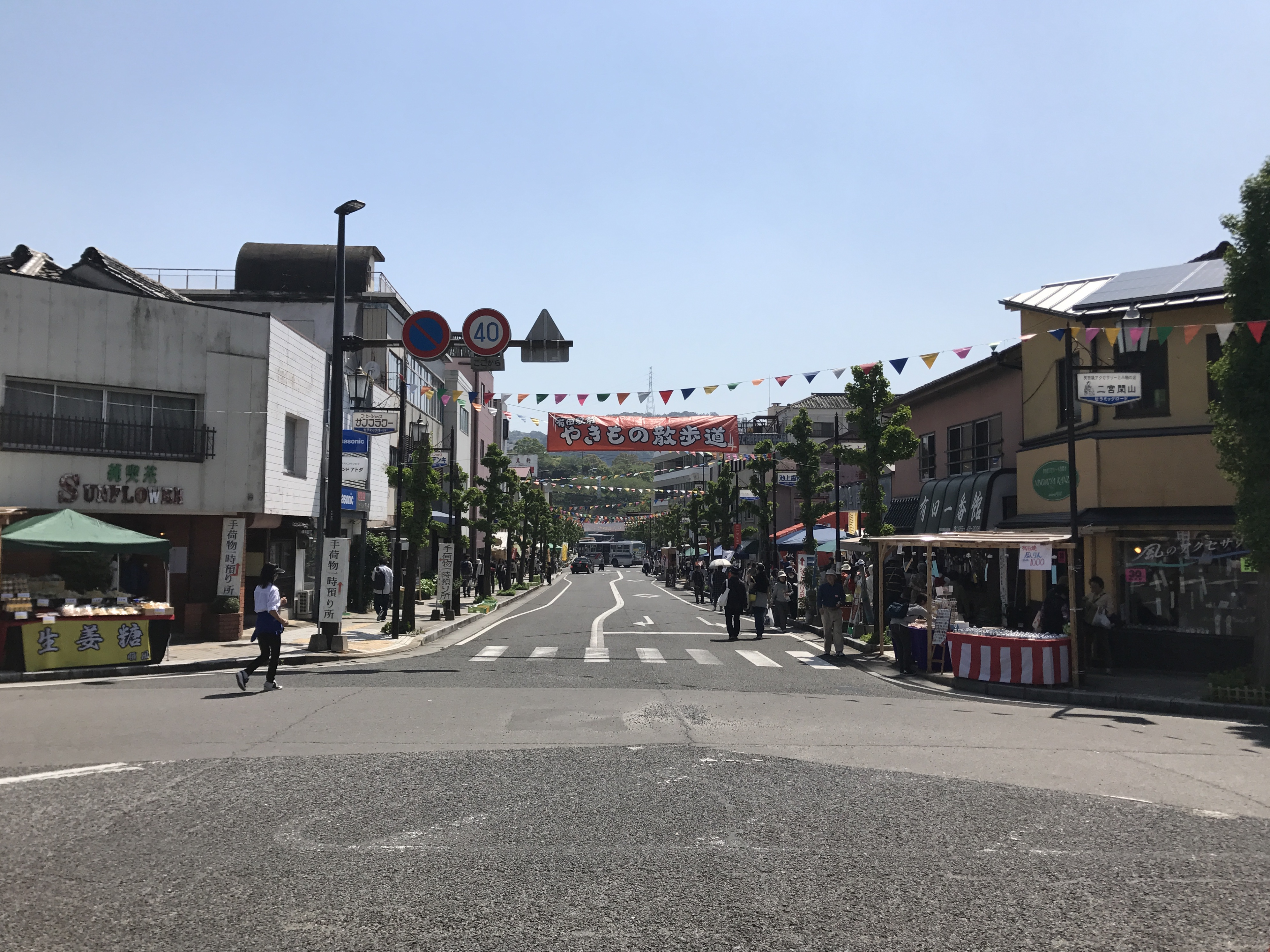
Vista del pueblo frente a la estación de Arita.

### Ferrocarriles
- Línea JR Kyushu - Sasebo
  - Kami Arita - Arita
- Matsuura Railway - Línea Nishi-Kyūshū
  - Arita, Midaibashi, Kurogō, Zōshuku, Nishi-Arita, Ōgi, Yamadani y Meotoishi.

### Carreteras
- Ruta Nacional 35
- Ruta Nacional 202
- Ruta Nacional 498